# Зенітна вулиця (Київ)
Зені́тна вулиця — вулиця в Солом'янському районі міста Києва, місцевість Олександрівська слобідка. Пролягає від Семенівської до Клінічної вулиці. 
Одна з найкоротших вулиць міста.

## Історія
Вулиця виникла в 1940-х роках під назвою 465-та Нова. Сучасна назва — з 1944 року.